# Kliniken Erlabrunn
Die Kliniken Erlabrunn, gelegen im Ortsteil Erlabrunn der Gemeinde Breitenbrunn/Erzgeb. im Erzgebirgskreis, sind das Krankenhaus für die Kommunen Schwarzenberg/Erzgeb., Breitenbrunn/Erzgeb., Johanngeorgenstadt und deren Einzugsbereich. Eröffnet im Jahr 1951, war das zunächst vorrangig für die gesundheitliche Betreuung und Versorgung von Angehörigen der SDAG Wismut konzipierte Bergarbeiterkrankenhaus Dr. Georg Benjamin der erste Krankenhaus-Neubau in der DDR.
Nach der deutschen Wiedervereinigung wurde es zunächst vom Landkreis Schwarzenberg übernommen und die Trägerschaft ab 1994 von dessen Nachfolger, dem Landkreis Aue-Schwarzenberg weitergeführt. Im Jahr 1998 ging die Trägerschaft auf die Kliniken Erlabrunn gGmbH über.
Die Kliniken Erlabrunn sind Akademisches Lehrkrankenhaus des Universitätsklinikums Jena und Ausbildungskrankenhaus für die Medizinische Fakultät der Masaryk-Universität in Brno (Brünn). Die historischen Gebäude der Kliniken Erlabrunn sind aufgrund ihrer Entstehungsgeschichte im Kontekt des Uranbergbaus im Westerzgebirge, aber auch aufgrund ihrer außergewöhnlichen Architektur eine assoziierte Stätte der Montanregion Erzgebirge/Krušnohoří, welche seit 2019 zum UNESCO-Welterbe gehört.

## Geschichte

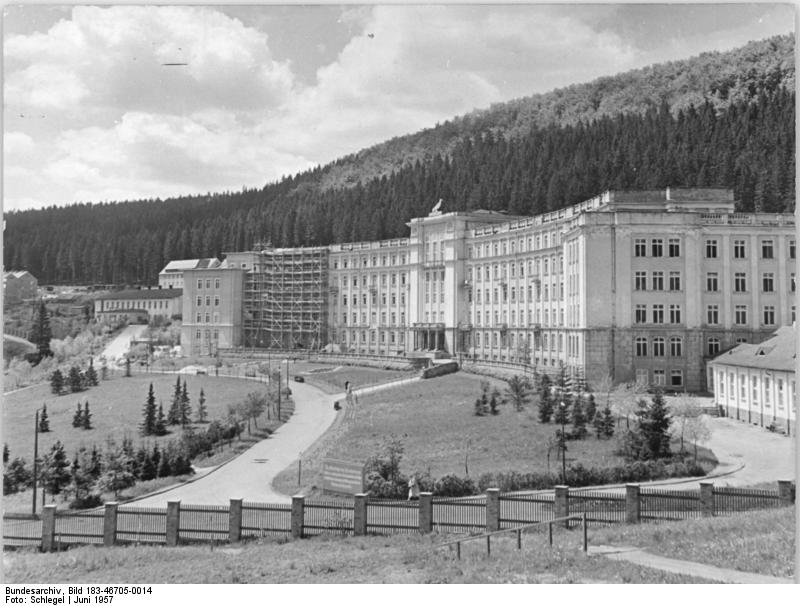
Erlabrunn, Krankenhaus „Dr. Georg Benjamin“, Aufnahme aus dem Jahr 1957

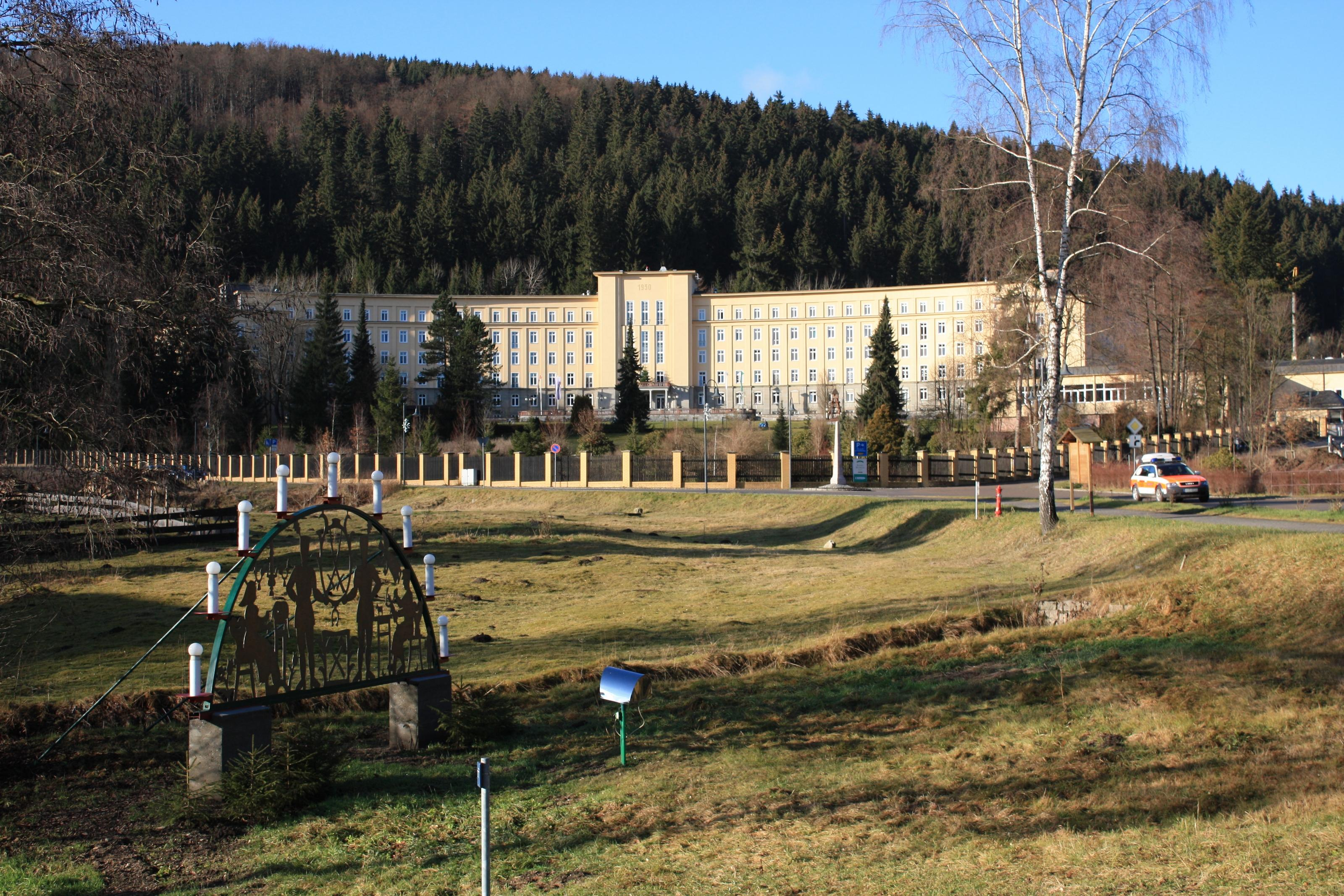
Kliniken Erlabrunn, Aufnahme aus dem Jahr 2009

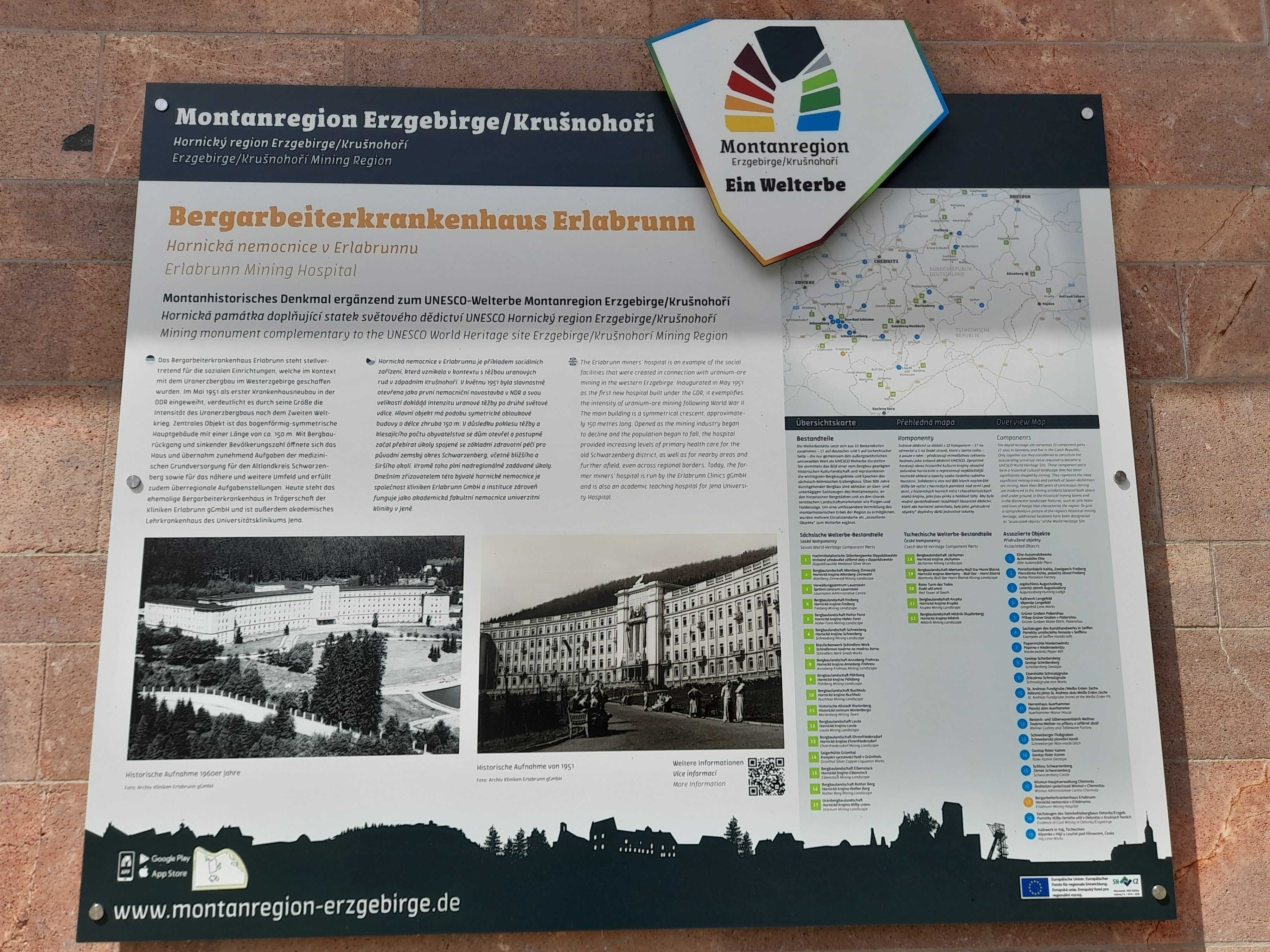
UNESCO Erzgebirge, Infotafel Bergarbeiterkrankenhaus Erlabrunn

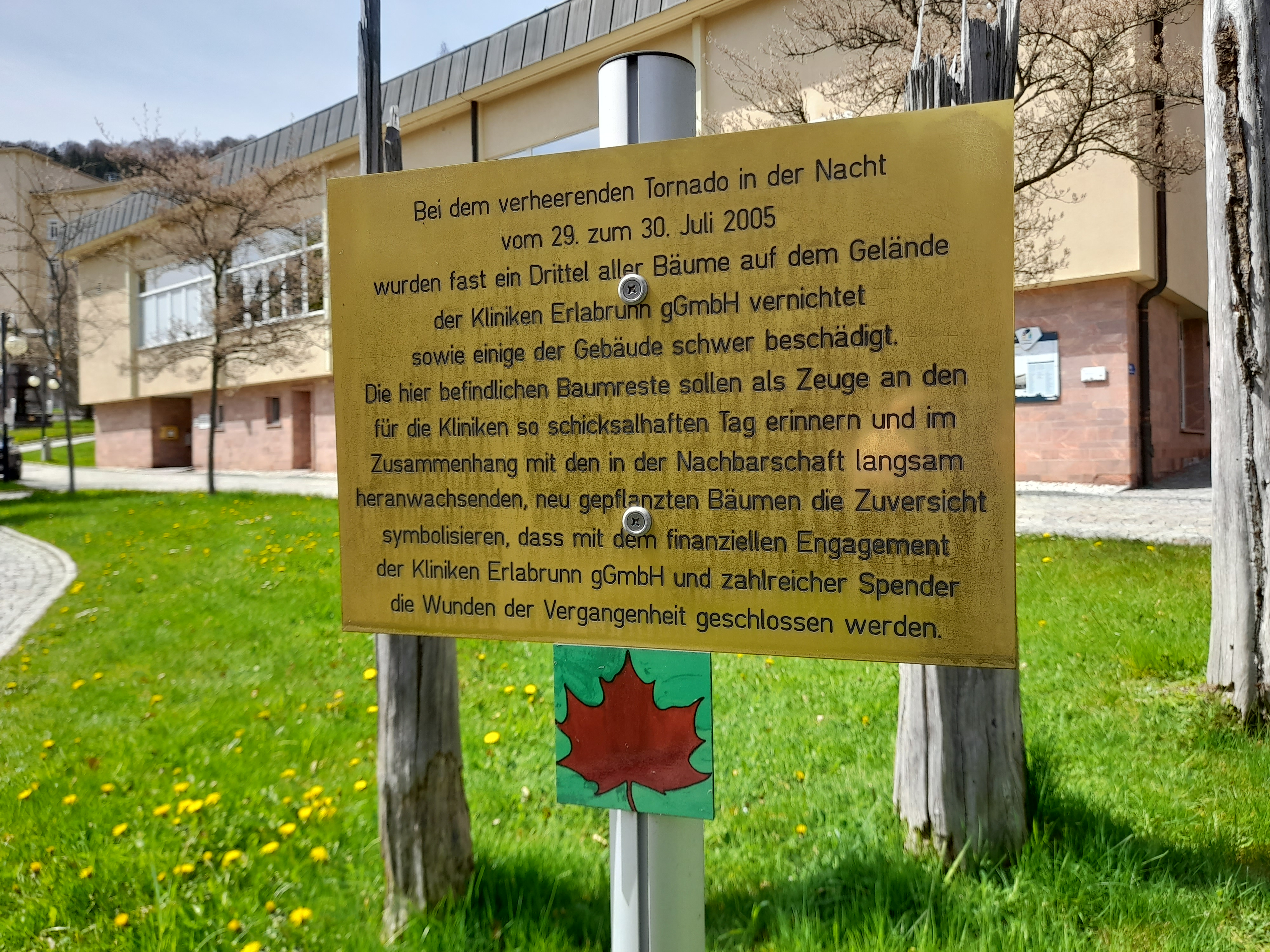
Kliniken Erlabrunn, Gedenktafel Tornado im Juli 2005

### Bergarbeiterkrankenhaus
Der nach Kriegsende ab 1945 einsetzende massive Uranbergbau der SDAG Wismut in den Lagerstätten Johanngeorgenstadt, Pöhla und Schwarzenberg machte aufgrund des raschen Bevölkerungsanstiegs im späteren Kreis Schwarzenberg eine medizinische Versorgung der Bergarbeiter erforderlich.
Als Standort eines Bergarbeiterkrankenhauses wurde das zwischen Schwarzenberg und Johanngeorgenstadt im Tal des Schwarzwassers gelegene Dorf Erlabrunn ausgewählt, welches zu dieser Zeit gemeinsam mit dem Nachbarort Steinheidel ungefähr 345 Einwohner zählte. Als erster Krankenhaus-Neubau in der DDR erfolgte ab 1950 die Errichtung der Gebäude in nur zehn Monaten. Die Einweihung des neuen Bergarbeiterkrankenhauses „Dr. Georg Benjamin“, welches zunächst vorrangig für die gesundheitliche Betreuung und Versorgung der Kumpel und Mitarbeiter der SDAG Wismut bestimmt war, erfolgte am 8. Mai 1951. Die Größe der Anlage, deren zentrales Objekt das 150 Meter lange, symmetrisch bogenförmige Hauptgebäude ist, lässt die Intensität und Bedeutung des Uranerzbergbaus und der daraus erwachsenden Aufgaben für die medizinische Versorgung nach dem Zweiten Weltkrieg erahnen. Als Folge des Krankenhausbaus und des Uranbergbaus in der Region entstanden in unmittelbarer Nähe des Erlabrunner Klinikums Wohnsiedlungen am Fuß des Hinteren Märzenberges (Ärztesiedlung, 1952 erbaut) und des Eselsberges (Karl-Marx-Siedlung). In den Jahren 1953/54 erhielt Erlabrunn eine 10-klassige Oberschule, das Täumerhaus wurde Ende der 1950er-Jahre als Wismut-Handels-Gaststätte genutzt. Weiterhin erhielt der im Jahr 1950 knapp 4000 Einwohner zählende Ort im Laufe der folgenden Jahre weitere Wohnungen für die Ärzte und das medizinische Personal, Versorgungseinrichtungen sowie Kindergärten.

### Kommunale medizinische Grundversorgung
Erlabrunn bekam durch die Existenz des Krankenhauses eine überregionale Bedeutung. Mit dem Rückgang des Bergbaus in der Region und dem damit einhergehenden Rückgang der Bevölkerung (1964 nur noch 1958 Einwohner) übernahm das Krankenhaus in Erlabrunn zunehmend Aufgaben der medizinischen Grundversorgung für den damaligen Kreis Schwarzenberg. Unter anderem diente das Krankenhaus als Geburtsklinik für die gesamte Region, und eine große Zahl später bekannt gewordener Persönlichkeiten, etwa aus Sport und Politik, wurde hier geboren.

### Organisatorische Neuaufstellung nach der Wende
Mit der Wende 1989 und der darauffolgenden deutschen Wiedervereinigung 1990 änderten sich die Eigentumsverhältnisse bei der SDAG Wismut und infolgedessen auch die Trägerschaft des Erlabrunner Klinikums. Der Landkreis Schwarzenberg übernahm am 1. Februar 1991 das Krankenhaus mit seinen Kliniken und den dazugehörigen Fachabteilungen als neuer Träger. Den Namen „Bergarbeiterkrankenhaus Dr. Georg Benjamin“ behielt das nunmehrige Landkreiskrankenhaus Erlabrunn bis zum Jahr 1992.
Durch die erste sächsische Kreisreform ging die Trägerschaft am 1. August 1994 an den neu gegründeten Landkreis Aue-Schwarzenberg über. Mit Beschluss des Kreistages Aue-Schwarzenberg vom November 1997 wurde die Krankenhausträgerschaft für das Landkreiskrankenhaus Erlabrunn ab 1998 auf die Kliniken Erlabrunn gGmbH übertragen.

### Heutige Situation
Die Kliniken Erlabrunn mit ihren neun Kliniken, dem Medizinischen Versorgungszentrum (MVZ) und dem stationären Hospiz („Erzgebirgs Hospiz Erlabrunn“) präsentieren sich heute als Krankenhaus der gehobenen Regelversorgung mit einem breiten Leistungsspektrum. In einigen medizinischen Fachbereichen, u. a. der Klinik für Orthopädie und Unfallchirurgie oder der Klinik für Psychotherapie und Psychosomatik, kommt den Kliniken Erlabrunn eine überregionale Bedeutung zu. Seit dem Jahr 2002 wird in den Kliniken Erlabrunn Wirbelsäulenchirurgie durchgeführt. Im Sinne einer ganzheitlichen Behandlung der Patienten, dem sogenannten Erlabrunner Konzept, wurde im Jahr 2007 die Klinik für Orthopädische Anschlussheilbehandlung eröffnet. Die Neuroorthopädie wird seit 2008 angeboten. Im Jahr 2010 eröffnete das „Erzgebirgs Hospiz Erlabrunn“. Die Kliniken Erlabrunn verfügen gegenwärtig über 320 Betten. Jährlich werden ca. 10.000 stationäre und 40.000 ambulante Patienten behandelt.
Am 8. August 2023 wurde bei der 102. Gesellschafterversammlung beschlossen, die traditionsreiche und überregional bekannte Klinik für Frauenheilkunde und Geburtshilfe zum Jahresende zu schließen; als Grund wurden vor allem demographische Faktoren mit einem deutlich über dem Landesdurchschnitt liegenden Geburtenrückgang in der Region angeführt. Gegen diese Maßnahme regte sich umgehend Protest in der Bevölkerung, weswegen eine entsprechende Petition im Internet gestartet wurde.

## Medizinische Einrichtungen

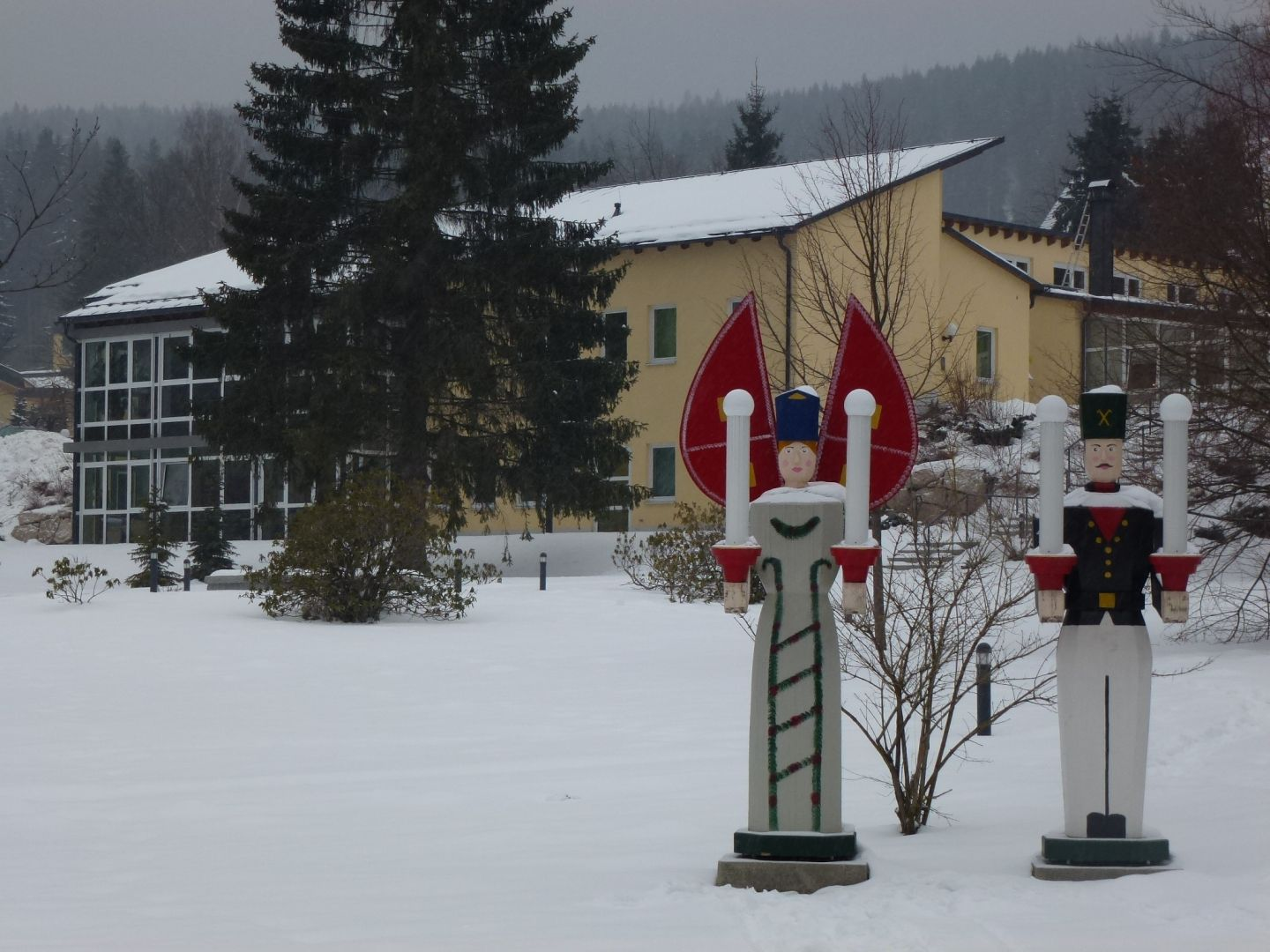
Erzgebirgs Hospiz Erlabrunn

Das Klinikum verfügt über folgende medizinische Fachbereiche:
| - Anästhesie und Intensivmedizin - Chirurgie: Allgemein- und Viszeralchirurgie - Frauenheilkunde und Geburtshilfe - Geriatrie und Frührehabilitation - Innere Medizin | - Kardiologie - Orthopädie und Unfallchirurgie - Orthopädische Anschlussheilbehandlung - Psychosomatische Medizin und Psychotherapie |

Zu den Kliniken Erlabrunn gehören außerdem ein Internistisch-Neurologischer Fachbereich, eine Stroke Unit, ein Medizinisches Versorgungszentrum (MVZ) und mehrere Ambulanzen. Das MVZ beinhaltet folgende Fachbereiche:
| - Allgemeinmedizin - Chirurgie - Frauenheilkunde und Geburtshilfe - Kinder- und Jugendmedizin - Neurologie | - Orthopädie - Psychotherapie - Radiologie |

## Gebäude

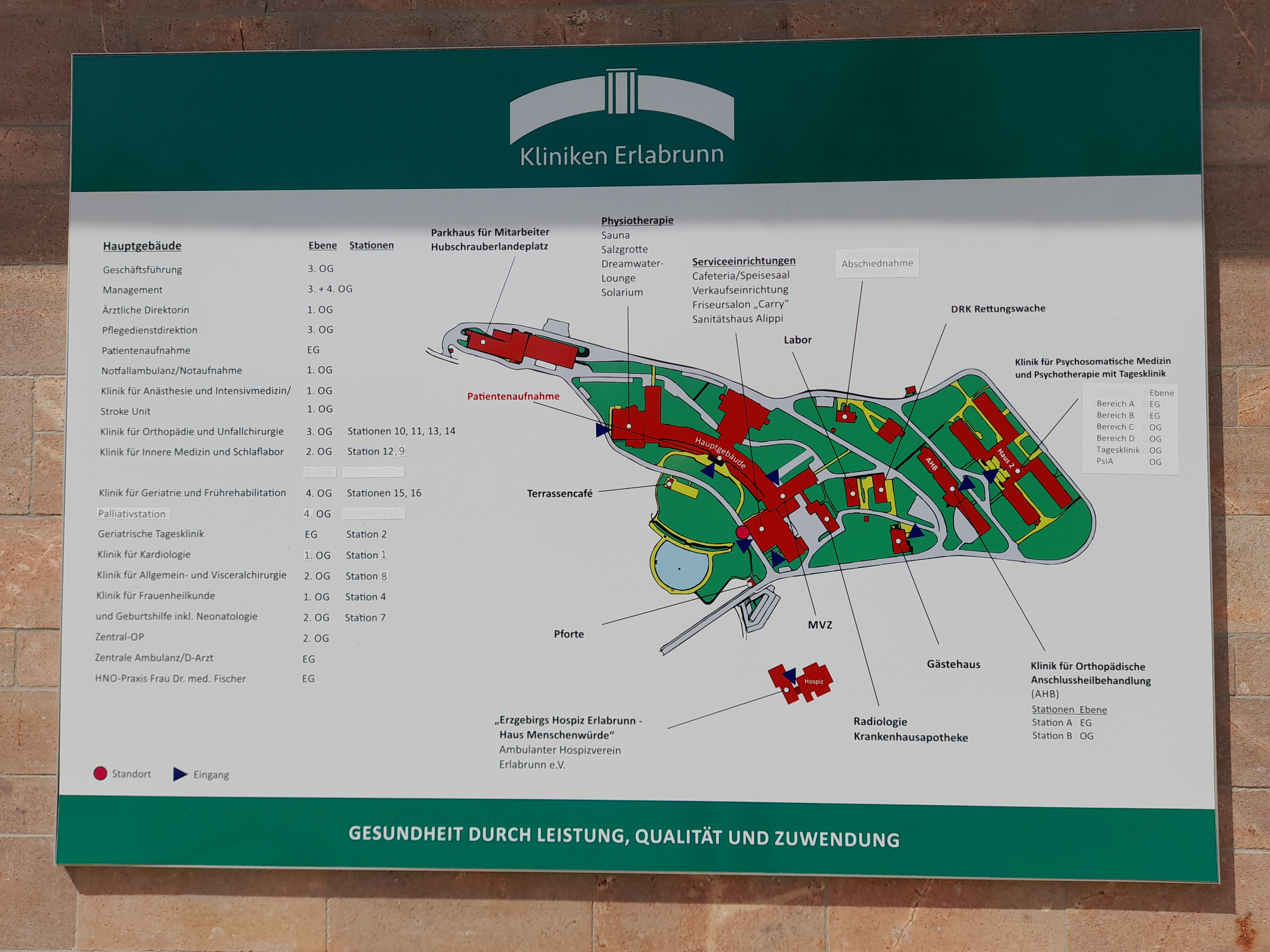
Kliniken Erlabrunn, Wegweiser

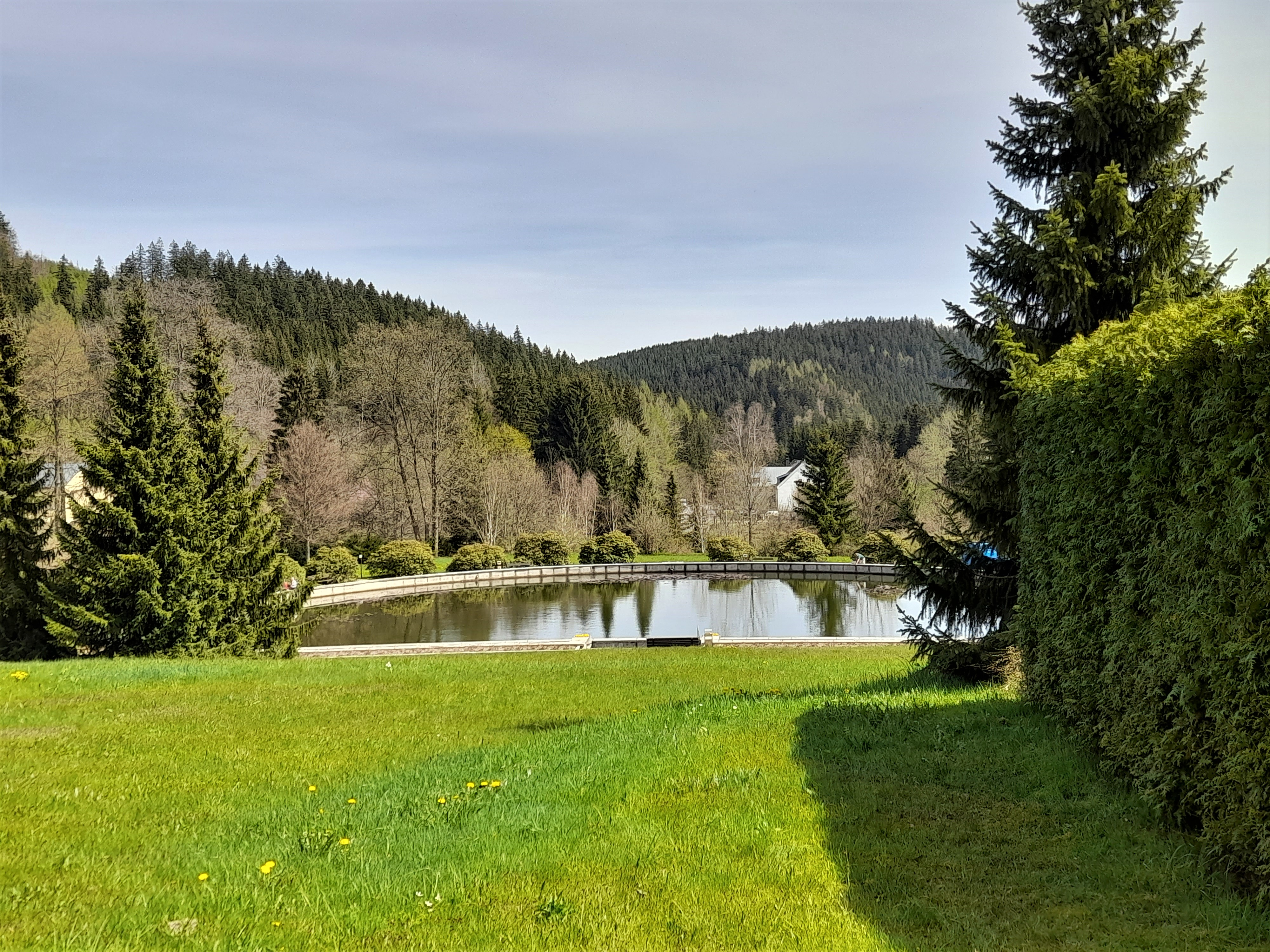
Teich vor den Kliniken Erlabrunn

Die Gebäude der Kliniken Erlabrunn befinden sich in einer 13 Hektar großen Parkanlage im westlichen Erzgebirge. Die ursprüngliche Bebauung aus der Mitte des 20. Jahrhunderts steht aufgrund der durch die Sowjetunion geprägten neoklassizistischen Gestaltung der Nationalen Tradition unter Denkmalschutz. Dieses Baudenkmal besteht aus dem Hauptgebäude (Haus I) mit seinen drei größeren Anbauten, dem kleineren Klinik- und Stationsgebäude (Haus II), dem Haus der Mikrobiologie, zwei Wirtschaftsgebäuden, der Trauerhalle und der Parkanlage. Neuere Gebäude sind u. a. die Klinik für Orthopädische Anschlussheilbehandlung, das Hospiz, die Rettungswache, das Parkhaus mit Hubschrauberlandeplatz und ein Gästehaus.
Ab den späten 2010er Jahren erfolgten Umbau- und Erweiterungsarbeiten an den Bauten, darunter:
- Das Richtfest für einen Erweiterungsbau wird im September 2021 gefeiert.
- Der Südflügel wird mit einem Fahrstuhl ausgestattet, und die Fassaden werden erneuert.
- Die geriatrische Tagesklinik ist aus dem Erdgeschoss weggezogen, an dieser Stelle entsteht ein zentraler Aufnahmebereich.
- Der Nordflügel wird noch bis Anfang 2022 umgestaltet.

Neben zahlreichen Arztniederlassungen und neben dem Klinik-Komplex haben sich auch andere medizinische Einrichtungen etabliert wie das Erzgebirgshospiz Erlabrunn (Eigenschreibweise Erzgebirgs Hospiz Erlabrunn).
Stellvertretend für die sozialen Einrichtungen, welche im Kontext des Uranerzbergbaus im Westerzgebirge geschaffen wurden, gehören die  Kliniken Erlabrunn seit 2019 als assoziiertes Objekt zum UNESCO-Welterbe Montanregion Erzgebirge/Krušnohoří.

### Hauptgebäude (Haus I)
Das Hauptgebäude (Haus I) der Kliniken Erlabrunn entstand in den Jahren 1950/1951 im Stil des durch die sowjetische Architektur geprägten Neoklassizismus. Aus Zeitersparnis diente der Bauplan eines auf der Krim stehenden Sanatoriums als Vorbild. Im Gegensatz zum Original befinden sich die sechs Dorischen Säulen der Eingangsvorhalle, welche typisch für den sowjetisch geprägten neoklassizistischen Baustil sind, nicht am Haupteingang, sondern am Hintereingang. Das symmetrisch bogenförmige Hauptgebäude besitzt eine Länge von 150 m. Es ist mit einem Flachdach ausgestattet. Eine ursprünglich auf dem Gebäude angebrachte, 3 Meter hohe Gipsplastik (Motiv: Friedenstaube) wurde wie die umlaufende Kunststeinbalustrade auf dem Dach und die Balkone an der Fassade bereits bei der ersten Sanierung wieder entfernt. Der konkav geschwungene Putzbau ist aufgrund seines mittleren Turmhauses und den zwei Seitenrisaliten das markanteste Gebäude auf dem Klinikgelände. Im Laufe der Jahre wurden an das mehrflügelige Hauptgebäude drei größere Anbauten vorgenommen, in denen die Physiotherapie, die Krankenhausapotheke/Radiologie und die Küchengebäude untergebracht wurden.

### Klinik- und Stationsgebäude (Haus II)
Nördlich des Hauptgebäudes befindet sich das als Haus II bezeichnete Klinik- und Stationsgebäude. Der zweigeschossige Putzbau mit schiefergedeckten Walmdächern besteht aus einem Mitteltrakt mit vier Seitenflügeln. Der Haupteingang am Mitteltrakt ist mit einem Risalit und einem Dreiecksgiebel versehen.

### Klinik für Orthopädische Anschlussheilbehandlung
Zwischen dem Hauptgebäude und Haus II wurde im Jahr 2007 mit der Klinik für Orthopädische Anschlussheilbehandlung ein neuer Gebäudekomplex eingeweiht. Er ist somit das jüngste der größeren Gebäude auf dem Klinikareal.

### Weitere Gebäude
Weitere Gebäude der Klinik, die zum Denkmalskomplex zählen, sind zwei Wirtschaftsgebäude, das um 1960 erbaute Labor und die Trauerhalle.

## Parkanlage
Die großzügig angelegte Parkanlage um die Gebäude der Klinik wurde ebenfalls in den 1950er Jahren geschaffen. In ihr sind zahlreiche unterschiedliche Baum- und Straucharten zu finden. Auffälligster Blickfang ist eine weithin sichtbare Fontäne, die sich in der Mitte eines künstlich angelegten Teichs unterhalb des Haupteingangs befindet. In der Nacht vom 29. Juli auf den 30. Juli 2005 vernichtete ein Tornado einen Drittel des Baumbestands auf dem Klinikgelände. Weiterhin wurde das Hauptgebäude des Krankenhauses größtenteils abgedeckt und der Klinikpark zerstört. Von dem Ereignis zeugen heute einige Baumreste vor dem Hauptgebäude, die mit einer Gedenktafel versehen wurden.